# Sintetizator
Sintetizátor (tudi popačeno iz angleščine sintisajzer, sintesajzer) je glasbeni instrument, pri katerem se zvoki proizvajajo elektronsko, s pomočjo elektronskih vezij. Prvi komercialni sintetizator je izdelal Robert A. Moog leta 1964, imenoval pa se je Moog. Izdelan je iz plastičnega ohišja, v katerem je vezje. Je eden izmed inštrumentov, ki se ne uporablja v orkestrih.